# Bobó de camarão
Le bobó de camarão est un plat typique du Brésil aussi appelé "bobó de crevettes".

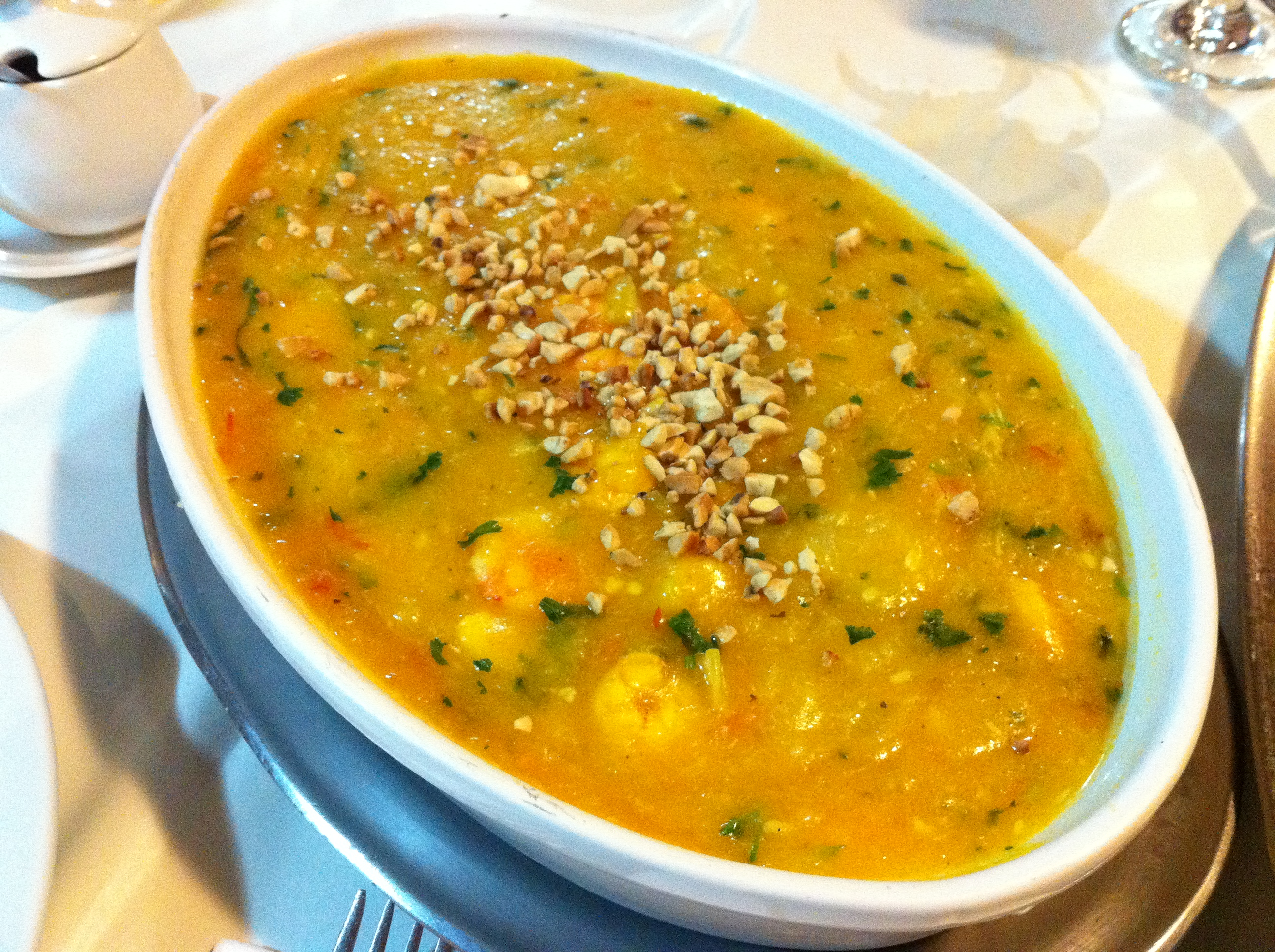
Bobó de camarão dans un restaurant à Rio de Janeiro

Il s'agit d'un plat cuisiné brésilien dans une purée de manioc (par exemple du cassava), du lait de coco et d'autres ingrédients. 
Comme de nombreux plats similaires, il est assaisonné d'huile de palme, appelée dendê en Portugais brésilien et est traditionnellement servi avec du riz blanc mais il peut aussi être traité comme un plat d'accompagnement unique. Le bobó de crevettes est presque identique à l'"Ipetê" servi en Afrique de l'Ouest.  C'est une des nombreuses recettes iconiques de la région de Bahia au Brésil, connue pour sa cuisine aux caractéristiques afro-brésiliennes.